# Zihlschlacht-Sitterdorf
Zihlschlacht-Sitterdorf (toponimo tedesco) è un comune svizzero di 2 267 abitanti del Canton Turgovia, nel distretto di Weinfelden.

## Storia
Il comune di Zihlschlacht-Sitterdorf è stato istituito nel 1997 con la fusione dei comuni soppressi di Sitterdorf e Zihlschlacht. Fino al 2010 ha fatto parte del distretto di Bischofszell; capoluogo comunale è Zihlschlacht.

## Società

### Evoluzione demografica
L'evoluzione demografica è riportata nella seguente tabella (fino al 1990 anche con Schocherswil):
Abitanti censiti